# Marpesia corita
Marpesia corita är en fjärilsart som beskrevs av John Obadiah Westwood 1850. Marpesia corita ingår i släktet Marpesia och familjen praktfjärilar. Inga underarter finns listade i Catalogue of Life.